# ジーン・コンリー
ドナルド・ユージーン・コンリー（Donald Eugene "Gene" Conley, 1930年11月10日 - 2017年7月4日）は、アメリカ合衆国オクラホマ州マスコギー出身の元プロ野球選手（投手）・元プロバスケットボール選手。右投右打。
MLB選手とNBA選手を長期間兼業したマルチアスリートであった。また、ミルウォーキー・ブレーブスでワールドシリーズの制覇（1957年）を経験し、その後にボストン・セルティックスでNBAファイナルの制覇（1959年・1960年・1961年）も経験しており、「現存の北米4大プロスポーツリーグのうち2つでチャンピオンリングを獲得した初めての選手」でもある（但し、オットー・グレアムが、当時NBAとライバルにあったNBLとNFLで優勝しており、北米4大プロスポーツとしてはグレアムが初）。

## 経歴
ワシントン州立大学時代は野球とバスケットボールの両方で活躍し、両方のスカウトからプロの誘いを受けていた。当初は大学を卒業するまでは家族がいかなるプロフェッショナル契約を望んでいないとしてオファーを拒否していた。しかし、熱烈なラブコールについに折れて1950年8月11日にMLBのボストン・ブレーブスと3000ドルの契約金のプロ契約に署名した。コンリーがバスケットボールのプロ契約も検討していることを知り、ブレーブスのジョン・クインゼネラルマネージャーから「決して再びバスケットボールをプレーしないように」という約束と交換条件に1000ドルの小切手を与えられた。コンリーはこれを光栄に思い、1951年シーズンオフは鉄工として働いた。
チームメイトで新人のエディ・マシューズらとともに1952年のスプリングトレーニングに招待された。この頃、数多くのメジャーリーガーやマイナーリーガーが朝鮮戦争に従軍していたが、コンリーは背が高過ぎるとして徴兵を延期された。ところが、4試合12.1回を投げて16失点と結果を残せず、5月初めには再びマイナーリーグに降格した。同年4月26日にコンリーはNBAドラフトでNBAのボストン・セルティックスから全体90位の指名を受けた。妻と話し合い、経済上の理由から11月から3月にかけての野球シーズンのオフの時期はセルティックスでプレーすることを決め、クインも彼のNBAでのプレーを許可した。
1953年はマイナーでは1951年に続き、史上初のスポーティング・ニュース・マイナーリーグ年間最優秀選手賞を複数回受賞する快挙を成し遂げるほどの活躍ぶりだったが、背中を痛めてシーズン後半に離脱した。病院に1週間の滞在後、6週間は着用するように言われたバック・ブレース（背中を固定する器具）を取り付け、治療プランを開始した。セルティックスで2シーズン目のプレーを行うために直ぐにブレースを外したが、クインが今度はNBAでプレーしないように要請したためにプレーを断念した。
1954年も当初はブレーブスの4人の先発ローテーションの枠には含まれていなかったが、途中からコンリーも含まれる5人のローテーションに変更された。コンリーも期待に応え、夏にはオールスターゲームに選出され、8月終わりまで14勝を挙げた。その後に再び背中を痛めて離脱したが、同年の新人王の投票ではウォーリー・ムーンとアーニー・バンクスに次ぐ3位の得票率を獲得した（4位はハンク・アーロン）。背中の治療を終えて再びセルティックスでのプレーを試みるが、開幕戦前夜に「今後も2つのスポーツ選手として継続出来るか確信が持てないし、家族と過ごす時間をもっと増やしたい」という理由でチームを辞め、セルティックスに衝撃を与えた。
1955年もオールスターゲームに選ばれたが、6月中盤から肩の痛みを抱えていた。ゲームでは延長12回表に登板してアル・ケーライン、ミッキー・バーノン、アル・ローゼンを三者連続奪三振に切って取り、その裏に先頭打者のスタン・ミュージアルがサヨナラ本塁打を放ったために勝利投手になっている。シーズン終盤は故障者リスト入りで過ごした。
1956年5月28日にリリーフ登板でチームに復帰した。ブレーブスのフレッド・ヘイニー新監督はコンリーを控えめに起用した。
1957年は初めて故障者リスト入りを回避して9勝を記録。チームもワールドシリーズでニューヨーク・ヤンキースを4勝3敗で破り、ワールドチャンピオンに輝いた。コンリーは第3戦のみ登板し、1.2回・2失点の内容だった。
コンリーはリリーフ中心で起用するヘイニーに不満を感じ、彼とよく対立していた。ブレーブスは1958年も前年に続いてナショナルリーグを制覇したが、ワールドシリーズには1試合も登板出来なかった。これに失望したコンリーはブレーブスの反対を押し切って、再びセルティックスに復帰した。
1959年3月31日にフィラデルフィア・フィリーズにトレードされた。契約はちょうどチームを変え、フィリーズの新ゼネラルマネージャーに就任したジョン・クインのもとで成立した。同年4月9日にセルティックスはNBAファイナルでミネアポリス・レイカーズを4勝0敗で破り、コンリーは2つ目のチャンピオンリングを獲得した。コンリーは2013年時点でも、北米4大プロスポーツリーグのうち2つのチャンピオンチームでプレーした唯一の選手であり、ワールドシリーズとNBAファイナルの両方に出場した選手も他にはスティーブ・ハミルトンのみである。数日後に遅れてスプリングトレーニングに参加した。最初はリリーフだったが、直ぐに先発ローテーション入りを果たし、12勝7敗を記録した。この年に、フレッド・ヘイニーのもとでオールスターゲームの第1戦・第2戦両方に登板している。
1960年は勝利数以外の内容は前年とあまり変わらなかったが、8勝に終わった。NBAではリバウンドの名手として、この年のNBAファイナルでセントルイス・ホークスを4勝3敗で破ったセルティックスの連続制覇に貢献している。フィリーズは2万ドルで冬の時期から始まる次のNBAシーズンでのプレーを放棄するように提案したが、コンリーはこれを拒否。同年12月15日のボストン・レッドソックスへの移籍をもたらした。6フィート7インチ（201cm）のフランク・サリバンが交換相手だったために、コンリーはこのトレードを「野球の最大のトレード」と呼んだ。
1961年はNBAファイナルでセルティックスがセントルイス・ホークスを4勝1敗で前年に続いて破り、NBAファイナル3連覇で全日程を終了させたのが4月11日だったが、その2週間後の同月25日にはMLBの試合に登板して8回まで無失点に抑える好投を見せた。この数試合後に肩の痛みが戻った。このシーズンは199.2回を投げて11勝14敗だったが、痛みはシーズンを通して続いた。
1962年は駆け出しのプロバスケットボールリーグのチーム、フィラデルフィア・テーパーズでプレーした後にスプリングトレーニングの日程のほとんどに参加し、自己最高の15勝を記録した。肩の痛みは多く飲酒することで気にならなくなった。野球のシーズン終了後にバスケットボールの方ではNBAのニューヨーク・ニックスに移籍した。
壊れた右手の人差し指と足首のひどい捻挫により、早々とNBAでのシーズンを終えたために、1963年はスプリングトレーニングの全ての日程に参加することが出来た。しかし、慢性の肩の痛みもあり、バスケットボールの怪我は大きな問題であったことが判明し、6月初めに離脱した。9月に復帰して2試合に登板したが、これ以降は2度とMLBの試合に登板することが出来なかった。
ニックスでプレーしたが、疲労と故障のためにほとんどチームの戦力になることが出来なかった。1964年4月21日にレッドソックスから放出された。その翌日にクリーブランド・インディアンスと契約を結ぶが、6月1日には放出された。
スポーツ選手を引退後はマサチューセッツ州ボストンにあるダクトテープの会社で働き始めた。数年後に会社の所有者が亡くなり、事業から引退するまで自身の製紙会社を36年間所有していた。
2017年7月4日、死去。

## エピソード
ボストン・レッドソックスに所属していた1962年7月26日のヤンキース戦にコンリーは先発したものの、8失点を喫した挙句3-13と大敗した。試合後に次の遠征先であるワシントンD.C.への移動のためにバスでニューアーク・リバティー国際空港に向かう途中、マンハッタンのジョージ・ワシントン・ブリッジ付近で渋滞に巻き込まれた。その際、チームメイトのパンプシー・グリーンと共に公衆トイレを使用するためバスを降りた。2人は時間潰しにバーへ向かい、その後バスが停まっていた場所に戻ると2人を置いてバスは既に出発していた。グリーンはすぐさまワシントンに向かったが、コンリーは行方を眩まし、数日後に酔っ払った状態でパスポートやチケットも持たずに何故かアイドルワイルド空港でイスラエル行きの飛行機に搭乗しようとしていたところを発見された。この騒動は全米に報道され、両人に罰金が科されている。

## 詳細情報

### 年度別投手成績
| 年 度     | 球 団     | 登 板 | 先 発 | 完 投 | 完 封 | 無 四 球 | 勝 利 | 敗 戦 | セ 丨 ブ | ホ 丨 ル ド | 勝 率 | 打 者 | 投 球 回 | 被 安 打 | 被 本 塁 打 | 与 四 球 | 敬 遠 | 与 死 球 | 奪 三 振 | 暴 投 | ボ 丨 ク | 失 点 | 自 責 点 | 防 御 率 | W H I P |
| --------- | --------- | ----- | ----- | ----- | ----- | -------- | ----- | ----- | -------- | ----------- | ----- | ----- | -------- | -------- | ----------- | -------- | ----- | -------- | -------- | ----- | -------- | ----- | -------- | -------- | ------- |
| 1952      | BSN MLN   | 4     | 3     | 0     | 0     | 0        | 0     | 3     | 0        | --          | .000  | 72    | 12.2     | 23       | 4           | 9        | --    | 2        | 6        | 0     | 0        | 16    | 11       | 7.82     | 2.53    |
| 1954      | BSN MLN   | 28    | 27    | 12    | 2     | 1        | 14    | 9     | 0        | --          | .609  | 814   | 194.1    | 171      | 17          | 79       | --    | 7        | 113      | 4     | 0        | 73    | 64       | 2.96     | 1.29    |
| 1955      | BSN MLN   | 22    | 21    | 10    | 0     | 1        | 11    | 7     | 0        | --          | .611  | 669   | 158.0    | 152      | 23          | 52       | 9     | 1        | 107      | 2     | 0        | 81    | 73       | 4.16     | 1.29    |
| 1956      | BSN MLN   | 31    | 19    | 5     | 1     | 0        | 8     | 9     | 3        | --          | .471  | 681   | 158.1    | 169      | 13          | 52       | 10    | 2        | 68       | 3     | 0        | 74    | 55       | 3.13     | 1.40    |
| 1957      | BSN MLN   | 35    | 18    | 6     | 1     | 2        | 9     | 9     | 1        | --          | .500  | 629   | 148.0    | 133      | 9           | 64       | 5     | 2        | 61       | 6     | 0        | 63    | 52       | 3.16     | 1.33    |
| 1958      | BSN MLN   | 26    | 7     | 0     | 0     | 0        | 0     | 6     | 2        | --          | .000  | 317   | 72.0     | 89       | 8           | 17       | 1     | 4        | 53       | 2     | 0        | 44    | 39       | 4.88     | 1.47    |
| 1959      | PHI       | 25    | 22    | 12    | 3     | 1        | 12    | 7     | 1        | --          | .632  | 729   | 180.0    | 159      | 13          | 42       | 6     | 2        | 102      | 4     | 0        | 68    | 60       | 3.00     | 1.12    |
| 1960      | PHI       | 29    | 25    | 9     | 2     | 3        | 8     | 14    | 0        | --          | .364  | 771   | 183.1    | 192      | 10          | 42       | 4     | 2        | 117      | 1     | 1        | 85    | 75       | 3.68     | 1.28    |
| 1961      | BOS       | 33    | 30    | 6     | 2     | 0        | 11    | 14    | 1        | --          | .440  | 877   | 199.2    | 229      | 33          | 65       | 2     | 3        | 113      | 0     | 0        | 116   | 109      | 4.91     | 1.47    |
| 1962      | BOS       | 34    | 33    | 9     | 2     | 0        | 15    | 14    | 1        | --          | .517  | 1017  | 241.2    | 238      | 28          | 68       | 5     | 5        | 134      | 5     | 0        | 116   | 106      | 3.95     | 1.27    |
| 1963      | BOS       | 9     | 9     | 0     | 0     | 0        | 3     | 4     | 0        | --          | .429  | 191   | 40.2     | 51       | 4           | 21       | 0     | 1        | 14       | 0     | 1        | 31    | 30       | 6.64     | 1.77    |
| MLB：11年 | MLB：11年 | 276   | 214   | 69    | 13    | 8        | 91    | 96    | 9        | --          | .487  | 6767  | 1588.2   | 1606     | 162         | 511      | 42    | 31       | 888      | 27    | 2        | 767   | 674      | 3.82     | 1.33    |

### MLBにおける記録
- MLBオールスターゲーム選出：3回 （1954年、1955年、1959年）
- ワールドシリーズ制覇：1回 （1957年）

### MLBでの背番号
- 56 （1952年）
- 22 （1954年 - 1958年）
- 29 （1959年 - 1960年）
- 18 （1961年 - 1963年）

### NBA通算成績
|              | レギュラーシーズン (6シーズン) | レギュラーシーズン (6シーズン) | レギュラーシーズン (6シーズン) | プレーオフ (3シーズン) | プレーオフ (3シーズン) |
| ------------ | ------------------------------ | ------------------------------ | ------------------------------ | ---------------------- | ---------------------- |
| 351試合総計  | ゲーム平均                     | 40分平均                       | 96試合総計                     | ゲーム平均             |                        |
| ポイント数   | 2,069                          | 5.9                            | 14.3                           | 169                    | 1.8                    |
| リバウンド数 | 2,212                          | 6.3                            | 15.3                           | 222                    | 2.3                    |
| アシスト数   | 201                            | 0.6                            | 1.4                            | 11                     | 0.1                    |

### NBAにおける記録
- NBAファイナル制覇：3回 (1959 - 1961年)

### NBAでの背番号
- 17 （1953年 - 1961年）
- 5 （1963年 - 1964年）